# الحواويش
قرية الحواويش هي إحدى القرى التابعة لمركز أخميم بمحافظة سوهاج في جمهورية مصر العربية. حسب إحصاءات سنة 2006، بلغ إجمالي السكان في الحواويش 16135 نسمة، منهم 8300 رجل و7835 امرأة.